# TARGET
TARGET, ofwel Trans-European Automated Real-time Gross Settlement Express Transfer, was een Europees interbancair betalingssysteem.
Het systeem zorgde ervoor dat betalingen in Euro bedragen binnen de Europese Economische en Monetaire Unie in real-time werden verwerkt. Het omvatte 16 nationale Real-time Gross Settlement (RTGS)-systemen en het betalingsmechanisme van de Europese Centrale Bank EPM. De netwerk- en infrastructuur van het SWIFT-netwerk wordt gebruikt om de betalingen binnen TARGET veilig en snel te versturen.
TARGET bood toegang tot meer dan 1.000 directe deelnemende partijen en meer dan 48.000 kredietinstellingen (inclusief lokale afdelingen en dochterondernemingen). In november 2007 werd het systeem vervangen door TARGET2, een uniform betalingssysteem van het Europees Stelsel van Centrale Banken.